# Sainte-Anne-des-Monts
Sainte-Anne-des-Monts är en stad (kommun av typen ville) och tätort (centre de population) i provinsen Québec i Kanada. Den ligger i regionen Gaspésie–Îles-de-la-Madeleine, i den östra delen av landet, 800 km nordost om huvudstaden Ottawa. Antalet invånare vid folkräkningen 2021 var 6 121 i kommunen och 3 370 i tätorten.